# Cleaveius leiognathi
Cleaveius leiognathi är en hakmaskart som beskrevs av Sohan Lal Jain och Gupta 1979. Cleaveius leiognathi ingår i släktet Cleaveius och familjen Rhadinorhynchidae. Inga underarter finns listade i Catalogue of Life.